# Hattrick
Unter einem Hattrick (englisch hat trick oder hat-trick) versteht man in einigen Sportarten – vorrangig im Fußball und im Eishockey – das Erzielen von drei Toren durch denselben Spieler in einem Spiel. Je nach Sportart und Sprachraum ist teilweise das Erzielen von drei Toren durch denselben Spieler innerhalb einer Spielzeit (z. B. Halbzeit, Spieldrittel) erforderlich.
Häufig wird in der Sportberichterstattung der Ausdruck auch dann verwendet, wenn ein Einzelsportler oder eine Mannschaft dreimal in Serie eine Meisterschaft, einen Pokal oder einen sonstigen Sportwettbewerb gewinnt („Titel-Hattrick“), dreimal in Folge eine besondere sportliche Leistung erreicht hat (z. B. „Medaillen-Hattrick“) oder eine besondere Auszeichnung dreimal in Folge erhält.
Im internationalen Fußball zählt bereits das Erzielen von drei Toren eines Spielers in einem Spiel als Hattrick, weshalb beispielsweise die drei englischen Tore im Endspiel der Fußball-Weltmeisterschaft 1966 von Geoff Hurst als Hattrick gewertet werden. Um den „deutschen“ Hattrick von der internationalen Definition abzugrenzen, werden häufig umgangssprachlich die Bezeichnungen „echter Hattrick“, „lupenreiner Hattrick“ oder „klassischer Hattrick“ verwendet. Im deutschen Fußball bedeutet ein Hattrick, dass die drei Tore in einer einzigen Spielhälfte erzielt worden sind, weshalb die Attribute „lupenrein“, „klassisch“ oder „golden“ nicht nötig sind, in aller Regel aber dennoch verwendet werden.
Im Motorsport – insbesondere in der Formel 1 – wird als „Hattrick“ die Leistung bezeichnet, wenn ein Fahrer bei einem Rennen als Qualifikationsbester den ersten Startplatz (Pole-Position) erreicht, das Rennen gewinnt und im Rennen die schnellste Rundenzeit aller Teilnehmer erzielt.
Darüber hinaus wird der Begriff „Hattrick“ mittlerweile auch in vielen anderen Lebens- und Kulturbereichen im übertragenen Sinne verwendet wie beispielsweise bei dem dreimaligen Gewinn eines Filmpreises, eines Musik- oder anderen Kulturwettbewerbes, einer Leser- oder Zuschauerwahl.
Auch bei Computerspielen findet der Begriff Verwendung. So gilt in Capture the Flag, einem beliebten Modus, der in vielen Online-Shooter-Spielen integriert ist, das Erzielen von drei aufeinanderfolgenden Punkten durch denselben Spieler als ein „Hattrick“.

## Wortherkunft
Der Begriff hat seinen Ursprung im Cricket. Soweit heute bekannt, gelang es im Jahr 1858 Heathfield Harman („HH“) Stephenson auf dem Hyde Park Ground in Sheffield als erstem Bowler („Werfer“), drei aufeinanderfolgende gebowlte Bälle in drei Wickets umzuwandeln. Als besondere Auszeichnung für diese sportliche Leistung wurde ihm ein Hut (englisch hat) überreicht. In Verbindung mit dem Wort für ein Kunststück (englisch trick) entwickelte sich daraus die Wendung hat trick, die zusammengeschrieben als Fremdwort Einzug in den deutschen Sprachgebrauch gehalten hat.

## Cricket
Bisher kam es zu 46 Hattricks im Test Cricket und 49 in One-Day Internationals. In Twenty20s gab es bisher 26 Hattricks (Stand: 21. November 2021).
Vier Wickets in vier aufeinanderfolgenden Bällen werden manchmal als double hat-trick bezeichnet, da dieser in gewissem Sinne zwei Folgen von jeweils drei aufeinanderfolgenden Wickets enthält. Obwohl es im First-Class Cricket schon mehrere Fälle gab, ist es im internationalen Cricket bisher erst einmal vorgekommen, und zwar während des Cricket World Cups 2007 im Spiel Sri Lanka gegen Südafrika. Sri Lankas Fast-Bowler Lasith Malinga gelang dieses Kunststück, als er nacheinander zunächst Shaun Pollock und Andrew Hall und mit den ersten beiden Bällen seines nächsten Overs Jacques Kallis und Makhaya Ntini herauswarf.
| 01 | Fred Spofforth    | Australien  | England     | Melbourne Cricket Ground                  | 1878/79 |
| 02 | Billy Bates       | England     | Australien  | Melbourne Cricket Ground                  | 1882/83 |
| 03 | John Briggs       | England     | Australien  | Sydney Cricket Ground                     | 1891/92 |
| 04 | George Lohmann    | England     | Südafrika   | St George’s Park, Port Elizabeth          | 1895/96 |
| 05 | Jack Hearne       | England     | Australien  | Headingley, Leeds                         | 1899    |
| 06 | Hugh Trumble      | Australien  | England     | Melbourne Cricket Ground                  | 1901/02 |
| 07 | Hugh Trumble      | Australien  | England     | Melbourne Cricket Ground                  | 1903/04 |
| 08 | Jimmy Matthews 1  | Australien  | Südafrika   | Old Trafford, Manchester                  | 1912    |
| 09 | Jimmy Matthews 1  | Australien  | Südafrika   | Old Trafford, Manchester                  | 1912    |
| 10 | Maurice Allom 2   | England     | Neuseeland  | Lancaster Park, Christchurch              | 1929/30 |
| 11 | Tom Goddard       | England     | Südafrika   | Johannesburg                              | 1938/39 |
| 12 | Peter Loader      | England     | West Indies | Headingley, Leeds                         | 1957    |
| 13 | Lindsay Kline     | Australien  | Südafrika   | Newlands Cricket Ground, Kapstadt         | 1957/58 |
| 14 | Wesley Hall       | West Indies | Pakistan    | Lahore Stadium, Lahore                    | 1958/59 |
| 15 | Geoff Griffin     | Südafrika   | England     | Lord’s Cricket Ground, London             | 1960    |
| 16 | Lance Gibbs       | West Indies | Australien  | Adelaide Oval                             | 1960/61 |
| 17 | Peter Petherick 2 | Neuseeland  | Pakistan    | Gaddafi Stadium, Lahore                   | 1976/77 |
| 18 | Courtney Walsh 3  | West Indies | Australien  | Brisbane Cricket Ground                   | 1988/89 |
| 19 | Mervyn Hughes 3   | Australien  | West Indies | WACA Ground, Perth                        | 1988/89 |
| 20 | Damien Fleming 2  | Australien  | Pakistan    | Rawalpindi Cricket Stadium                | 1994/95 |
| 21 | Shane Warne       | Australien  | England     | Melbourne Cricket Ground                  | 1994/95 |
| 22 | Dominic Cork      | England     | West Indies | Old Trafford, Manchester                  | 1995    |
| 23 | Darren Gough      | England     | Australien  | Sydney Cricket Ground                     | 1998/99 |
| 24 | Wasim Akram 4     | Pakistan    | Sri Lanka   | Gaddafi Stadium, Lahore                   | 1998/99 |
| 25 | Wasim Akram 4     | Pakistan    | Sri Lanka   | Bangabandhu National Stadium, Dhaka       | 1998/99 |
| 26 | Nuwan Zoysa       | Sri Lanka   | Simbabwe    | Harare Sports Club                        | 1999/00 |
| 27 | Abdur Razzaq      | Pakistan    | Sri Lanka   | Galle International Stadium               | 2000    |
| 28 | Glenn McGrath     | Australien  | West Indies | WACA Ground, Perth                        | 2000/01 |
| 29 | Harbhajan Singh   | Indien      | Australien  | Eden Gardens, Kalkutta                    | 2000/01 |
| 30 | Mohammed Sami     | Pakistan    | Sri Lanka   | Gaddafi Stadium, Lahore                   | 2001/02 |
| 31 | Jermaine Lawson 3 | West Indies | Australien  | Kensington Oval, Bridgetown, Barbados     | 2003    |
| 32 | Alok Kapali       | Bangladesch | Pakistan    | Arbab Niaz Stadium, Peshawar              | 2003    |
| 33 | Andy Blignaut     | Simbabwe    | Bangladesch | Harare                                    | 2003/04 |
| 34 | Matthew Hoggard   | England     | West Indies | Kensington Oval, Bridgetown, Barbados     | 2003/04 |
| 35 | James Franklin    | Neuseeland  | Bangladesch | Bangabandhu National Stadium, Dhaka       | 2004/05 |
| 36 | Irfan Pathan 5    | Indien      | Pakistan    | National Stadium, Karachi                 | 2005/06 |
| 37 | Ryan Sidebottom   | England     | Neuseeland  | Seddon Park, Hamilton                     | 2007/08 |
| 38 | Peter Siddle 6    | Australien  | England     | Brisbane Cricket Ground                   | 2010/11 |
| 39 | Stuart Broad      | England     | Indien      | Trent Bridge, Nottingham                  | 2011    |
| 40 | Sohag Gazi        | Bangladesh  | Neuseeland  | Zohur Ahmed Chowdhury Stadium, Chittagong | 2013/14 |
| 41 | Stuart Broad      | England     | Sri Lanka   | Headingley, Leeds                         | 2014    |
| 42 | Ranga Herath      | Sri Lanka   | Australien  | Galle                                     | 2016    |
| 43 | Moeen Ali         | England     | Südafrika   | The Oval, London                          | 2017    |
| 44 | Jasprit Bumrah    | Indien      | West Indies | Sabina Park, Kingston                     | 2019    |
| 45 | Naseem Shah       | Pakistan    | Bangladesch | Rawalpindi Cricket Stadium                | 2019/20 |
| 46 | Keshav Maharaj    | Südafrika   | West Indies | Darren Sammy National Cricket Stadium     | 2021    |
| 47 | Gus Atkinson      | England     | Neuseeland  | Basin Reserve, Wellington                 | 2024/25 |

## Fußball

### Lupenreiner Hattrick
Im deutschen Sprachraum bedeutet Hattrick, dass besondere Bedingungen erfüllt sein müssen, nämlich dass ein Spieler in einer Halbzeit drei Tore erzielt und zwischen dem ersten und dem dritten Tor kein anderer Spieler (auch nicht der eigenen Mannschaft) ein Tor schießt. Dies wird oftmals auch als „lupenreiner“ oder „klassischer“ Hattrick bezeichnet, um eine Abgrenzung in der Sportberichterstattung vorzunehmen, in der es oftmals auch als Hattrick bezeichnet wird, wenn derselbe Spieler im gesamten Spiel (also durchaus auch in unterschiedlichen Halbzeiten) drei Tore schießt, unabhängig davon, ob zwischen den einzelnen Toren noch andere Spieler der eigenen oder der gegnerischen Mannschaft Treffer erzielt haben.
Im angelsächsischen Sprachraum gilt es bereits als Hattrick, wenn derselbe Spieler in einem Spiel drei Tore schießt – der Ausdruck „lupenreiner Hattrick“ (flawless hat-trick) beschreibt dort einen Hattrick nach der in Deutschland verwendeten engeren Definition. Ebenso verstehen einzelne unter einem „echten“ oder „perfekten Hattrick“, dass ein Spieler in einem Spiel die drei Tore einmal mit dem rechten bzw. linken Fuß und einmal mit dem Kopf erzielt, oder auch: ein Tor mit dem Fuß (aus dem Spiel heraus), eines mit dem Kopf und eines aus einem Freistoß bzw. Elfmeter (beide Varianten sind sehr seltene Kombinationen).

### Statistik und besondere Hattricks

#### Meiste Hattricks in einem Spiel
Der Schweizer Frauennationalmannschaft gelang in einem Spiel zur WM-Qualifikation am 6. September 2022 gegen Moldawien, das mit 15:0 endete, vier Hattricks in einem Spiel: 1. Hattrick von C. Sow (34., 43., 45.) 2. Hattrick von G. Reuteler (45.+3, 45.+4, 88.) 3. Hattrick von A. Crnogorcevic (57., 62., 78.) und 4. Hattrick von R. Xhemaili (53., 76., 81.). Die weiteren drei Tore wurden durch drei weitere Torschützinnen geschossen, V.Calligaris (2.), R.Bachmann (23.) und L.Bühler (38.)

#### Nationalmannschaft
Den ersten Hattrick in einem Länderspiel erzielte der für Österreich spielende gebürtige Brite Charles Stanfield mit drei von fünf Treffern beim 5:4-Sieg der österreichischen Fußballnationalmannschaft über Ungarn am 9. Oktober 1904.

#### Weltmeisterschaft
Bisher gab es bei Fußball-Weltmeisterschaften acht lupenreine Hattricks:
- Edmund Conen, Deutschland, 27. Mai 1934 gegen Belgien, Endstand 5:2, 66., 70., 87. Minute
- Gustav Wetterström, Schweden, 12. Juni 1938, gegen Kuba, Endstand 8:0, 22., 27., 44. Minute (In dem Spiel erzielte zudem Tore Keller drei Tore (9., 80. und 81. Minute).)
- Erich Probst, Österreich, 19. Juni 1954 gegen die Tschechoslowakei, Endstand 5:0, 4., 21., 24. Minute
- Pelé, Brasilien, 24. Juni 1958, gegen Frankreich, Endstand 5:2, 53., 64., 75. Minute
- Gerd Müller, Deutschland, 10. Juni 1970 gegen Peru, Endstand 3:1, 19., 26., 39. Minute
- Gary Lineker, England, 11. Juni 1986, gegen Polen, Endstand 3:0, 9., 14., 34. Minute
- Oleg Salenko, Russland, 28. Juni 1994, gegen Kamerun, Endstand 6:1, 15., 41., 44. Minute (er erzielte in diesem Spiel noch zwei weitere Tore)
- Gabriel Batistuta, Argentinien, 21. Juni 1998, gegen Jamaika, Endstand 5:0, 72., 80., 83. Minute

Anmerkung: Die FIFA zählt in ihren Statistiken auch Hattricks, bei denen die Tore nicht als „lupenreine Hattricks“ fielen, und kommt somit auf eine höhere Anzahl. So werden für Deutschland sechs Hattricks gezählt.

#### Olympische Spiele
Bisher gab es bei den Olympischen Spielen 15 lupenreine Hattricks, wobei dem ersten Spieler pro Halbzeit einer gelang und einen eine Spielerin beisteuerte:
- Sophus Nielsen, Dänemark am 22. Oktober 1908 gegen Frankreich, Endstand 17:1, 3., 4., 6. Minute und 46., 48., 52. Minute (zudem vier weitere Tore)
- Harry Stapley, Vereinigtes Königreich am 22. Oktober 1908 gegen die Niederlande, Endstand 4:0, 60., 64., 75. Minute (zudem das Tor zum 1:0 in der 37. Minute)
- Harold Walden, Vereinigtes Königreich am 30. Juni 1912 gegen Ungarn, Endstand 7:0, 49., 53., 55., (85.) (zudem die Tore zum 1:0 und 2:0 in der 21. und 23. Minute)
- Herbert Karlsson, Schweden am 28. August 1920 gegen Griechenland, Endstand 9:0, 15., 20., 21. Minute (zudem zwei weitere Tore in der 2. Halbzeit)
- Kees Pijl, Niederlande am 27. Mai 1924 gegen Rumänien, Endstand 6:0, 52., 66., 68. Minute (zudem ein Tor in der 1. Halbzeit)
- Mario Magnozzi, Italien am 9. Juni 1928 gegen Ägypten, Endstand 11:3, 72., 80., 88. Minute (die letzten drei Tore)
- Ernest Pohl, Polen am 26. August 1960 gegen Tunesien, Endstand 6:1, 7., 40., 42. (zudem die beiden letzten Tore in der 2. Halbzeit)
- Ferenc Bene, Ungarn am 11. Oktober 1964 gegen Marokko, Endstand 6:0, 70., 74., 78., (87.) Minute (zudem die Tore zum 1:0 und 2:0 in der 13. und 38. Minute)
- Ibrahim Riad, Ägypten am 16. Oktober 1964 gegen Südkorea, Endstand 10:0, 14., 17., 40. Minute (zudem die Tore zum 4:0, 8:0 und 9:0)
- Ahmed Faras, Marokko am 31. August 1972 gegen Malaysia, Endstand 6:0, 19., 21., 25. Minute
- Oleh Blochin, UdSSR am 1. September 1972 gegen Mexiko, Endstand 4:1, 7., 13., 14. Minute
- Bebeto, Brasilien am 2. August 1996 gegen Portugal, Endstand 5:0, 47., 54. (Elfmeter), 75. Minute
- Cristiane, Brasilien am 12. August 2008 gegen Nigeria, Endstand 3:1, 33., 35., 45.+3 Minute
- Erick Gutiérrez, Mexiko am 7. August 2016 gegen Fidschi, 48., 55., 58. Minute (zudem das Tor zum 5:1-Endstand in der 73. Minute)
- Richarlison, Brasilien am 22. Juli 2021 gegen Deutschland, Endstand 4:2, 8., 22., 30. Minute

#### Europameisterschaften
Den ersten und bisher einzigen Hattrick bei einer Europameisterschaft erzielte Michel Platini, für Frankreich, am 19. Juni 1984 im Gruppenspiel gegen Jugoslawien durch Tore in der 59., 61. und 76. Minute.

#### Deutsche Meisterschaft
In der Fußball-Bundesliga gab es bislang (Stand: 22. Februar 2025) 123 Hattricks. Somit wurde statistisch etwa alle 155 Spiele ein Hattrick erzielt.
Den ersten Hattrick erzielte Otto Geisert vom Karlsruher SC am 5. Oktober 1963 im Bundesligaspiel beim 1. FC Nürnberg zwischen der 55. und 90. Spielminute und war damit maßgeblich am 4:2-Auswärtssieg der Karlsruher beteiligt.
Dieter Müller (1. FC Köln) schoss im August 1977 gegen Werder Bremen sechs Tore in einem Spiel. Müller schoss in der ersten Halbzeit das 1:0, das 2:0 und das 3:0; in der zweiten Halbzeit schoss er drei weitere Tore.
Dieter Hoeneß gelang am 25. Februar 1984 im Bundesligaspiel FC Bayern München gegen Eintracht Braunschweig sogar das Kunststück, fünf Tore in Folge in einer Halbzeit zu schießen (Endstand 6:0). Dabei traf er zwischen der 68. und 76. Minute dreimal.
Ebenfalls fünf Tore in Folge in einer Halbzeit schoss Robert Lewandowski im Bundesligaspiel FC Bayern München gegen den VfL Wolfsburg (Endstand 5:1) am 22. September 2015. Alle fünf Tore erzielte er zwischen der 51. und 60. Spielminute.
Er schoss drei Tore innerhalb von 3:22 Minuten; damit hält er den Rekord für den schnellsten Hattrick der Bundesliga-Geschichte.
Róbert Vittek vom 1. FC Nürnberg ist der erste Spieler, der in der deutschen Bundesliga in zwei aufeinanderfolgenden Spielen insgesamt sechs Tore schoss, ohne dass in der Zwischenzeit ein Gegentor fiel. Am 11. März 2006 schoss er innerhalb von 16 Minuten gegen den 1. FC Köln den ersten Hattrick der Saison 2005/06 und stellte somit den „6-Tore-Rekord“ auf. Das Spiel gewann Nürnberg mit 4:3.
Conny Pohlers gelang es ebenfalls, in der Saison 2005/06 in zwei aufeinanderfolgenden Ligaspielen für ihren Verein 1. FFC Turbine Potsdam insgesamt sechs Tore in Folge zu schießen, ohne zwischenzeitlich einen Gegentreffer zu bekommen: Am 7. Dezember 2005 schoss Pohlers in der 86. Minute das 7:1 gegen SC 07 Bad Neuenahr, und am 11. Dezember 2005 folgten alle fünf Treffer beim 0:5-Auswärtssieg bei der Damenmannschaft des FC Bayern München, wobei sie in der 2. Halbzeit einen Hattrick erzielte.
Dem Finnen Joel Pohjanpalo von Bayer 04 Leverkusen gelang in der Saison 2016/17 am 10. September 2016 gegen den Hamburger SV der 100. Hattrick der Bundesliga-Geschichte. Er schoss in der zweiten Halbzeit (79., 91. und 94. Minute) als Joker die einzigen drei Tore der Leverkusener, sodass die Mannschaft noch einen 3:1-Sieg erreichen konnte.
Dem Franzosen Anthony Modeste vom 1. FC Köln gelang das besondere Kunststück, sich nach einem in der 1. Halbzeit knapp verschossenen Elfmeter mit drei Toren in der 2. Halbzeit (61., 81. und 86. Minute) zu rehabilitieren und damit den 3:0-Sieg seiner Mannschaft gegen den mit 10 Spielern geschwächten Hamburger Sportverein zu besiegeln.

#### Spiele mit zwei Hattricks
Im Spiel der Englischen Amateure gegen Frankreich am 1. November 1906 gelangen den englischen Spielern Vivian Woodward und Stanley Harris beim 15:0-Sieg nacheinander je ein Hattrick. Harris erzielte seine Tore in der 49., 51. und 57. Minute, Woodward in der 63., 65. und 73. Minute.
Am 14. September 1980 gelang es Frank Mill und Matthias Herget im Trikot von Rot-Weiss Essen im Spiel gegen Holstein Kiel in der Zweiten Liga Nord, jeweils einen Hattrick zu erzielen. Mill erzielte Tore in der 9., 25. und 30. Minute. Hergets Tore fielen in der 57., 65. und 85. Minute. Bei Hergets Hattrick war die zusätzliche Besonderheit, dass dieser nur aus Elfmetern bestand. Das Spiel endete 6:0, es fielen also außer den beiden Hattricks keine Tore.
Beim Spiel FC Sion gegen FC Basel (Endstand 8:1) am 4. Juli 2001 in der damaligen Nationalliga A in der Schweiz gelang dem Spieler Poueys Julien ein Hattrick mit Toren in der 55., 59. und 62. Minute. Der Spieler wurde in der 63. Minute ausgewechselt und durch den Spieler Ojong Samuel ersetzt, der in den Minuten 79., 81. und 86. ebenfalls einen Hattrick erzielte.

#### Spieler mit zwei Hattricks in einem Spiel
International gelangen Sophus Nielsen am 22. Oktober 1908 im Spiel Dänemark gegen Frankreich zwei Hattricks durch Tore in der 3., 4. und 6. Minute sowie 46., 48. und 52. Minute zum zwischenzeitlichen 3:0 bzw. 9:1. Insgesamt erzielte er beim 17:1-Sieg 10 Tore.
Beim Spiel Mexiko gegen Martinique (9:0) um den CONCACAF Gold Cup am 11. Juli 1993 gelangen dem mexikanischen Mittelstürmer Luis Roberto Alves ebenfalls zwei lupenreine Hattricks in einem Spiel. In der ersten Halbzeit schoss Alves seine Mannschaft zwischen der 10. und 38. Minute mit 3:0 in Führung; sein Teamkollege Ramón Ramírez schoss in der 40. Minute das 4:0. Zwischen der 53. und 88. Minute schoss Alves vier Tore in Folge (Quattrick); das Spiel endete nach einem Tor von Juan Hernández (89. Minute) mit 9:0.
Schließlich gelangen Archie Thompson im WM-Qualifikationsspiel Australien – Amerikanisch-Samoa am 11. April 2001 sogar zwei Hattricks in einer Halbzeit (27., 29. und 32. Minute sowie 37., 42. und 45. Minute). Insgesamt erzielte er beim 31:0-Erfolg 13 Tore.
In den europäischen Fußball-Profiligaspielbetrieben gelang Johan Cruyff im November 1970 in der niederländischen Eredivisie für Ajax Amsterdam gegen AZ Alkmaar zwei lupenreine Hattricks, indem er in der ersten Spielhälfte innerhalb von 21 Minuten (22., 38. und 43. Minute) traf und einen weiteren in der zweiten Spielhälfte innerhalb von vier Minuten (72., 73. und 76. Minute). In Deutschland erzielte Dieter Müller vom 1. FC Köln am 17. August 1977 in der Fußball-Bundesliga im Spiel gegen Werder Bremen (Endstand 7:2) sechs Tore, davon einen lupenreinen Hattrick in der ersten und einen nicht lupenreinen Hattrick in der zweiten Hälfte.

#### Spieler mit drei Hattricks in einem Spiel
Die chinesische Nationalspielerin Wang Shanshan erzielte am 20. August 2018 beim 16:0-Sieg gegen Tadschikistan im Rahmen der Asienspiele 2018 einen dreifachen Hattrick.

#### Eigentor-Hattrick
Der neuseeländischen Abwehrspielerin Meikayla Moore unterlief beim SheBelieves Cup 2022 in ihrem 50. Länderspiel bei der 0:5-Niederlage gegen die USA ein Eigentor-Hattrick zum 0:3-Halbzeitstand, wobei ihr die Tore in der 5., 6. und 36. Minute passierten.

#### Die schnellsten Hattricks
Den Weltrekord für den schnellsten Hattrick hält der Schwede Magnus Arvidsson mit 89 Sekunden. Dieses Kunststück gelang ihm im November 1995 mit dem damaligen schwedischen Zweitligisten IFK Hässleholm und brachte einen Eintrag im Guinness-Buch der Rekorde ein.
Einen der schnellsten Hattricks gleich zu Spielbeginn erzielte der Mexikaner Pablo González Saldaña am 4. Juni 1944 für Deportivo Guadalajara in einem Pokalspiel gegen den Club León. Durch seine Treffer in der ersten, fünften und achten Minute hatte González bereits frühzeitig die Weichen zum späteren 8:2-Erfolg seiner Mannschaft, zu dem er insgesamt sechs Tore beigesteuert hatte, gestellt.
Einen der schnellsten Hattricks des deutschen Profifußballs (1. und 2. Bundesliga sowie 3. Liga) erzielte Michael Tönnies am 27. August 1991 (6. Spieltag der Bundesliga-Saison 1991/92) für den MSV Duisburg gegen den Karlsruher SC in der 11., 12. und 16. Spielminute, also in nur fünf Minuten. Tönnies erzielte außerdem das 5:1 und den 6:2-Endstand. Im Tor stand der damals 22-jährige Oliver Kahn. Noch schneller war der erst in der 77. Minute eingewechselte Helmut Hampl am 20. August 1983 (2. Bundesliga, 4. Spieltag, Saison 1983/84), als er dreimal zum 1:3-Endstand im Spiel 1. FC Saarbrücken gegen KSV Hessen Kassel (78., 79. und 82. Minute) traf. Ebenfalls vier Minuten benötigte Gerd Müller am 7. Juni 1975 (33. Spieltag, Saison 1974/75) bei der 6:5-Niederlage seines FC Bayern München bei Fortuna Düsseldorf mit drei Toren in der 38., 40. und 42. Spielminute. Allerdings gelang Werner Kriegler in der 41. Spielminute ein Tor für Düsseldorf, sodass Müllers Leistung lediglich nach englischer Betrachtungsweise ein Hattrick war. Den Bundesliga-Hattrick-Rekord hält Robert Lewandowski seit dem Bundesligaspiel FC Bayern München gegen den VfL Wolfsburg (Endstand 5:1) am 22. September 2015, in dem er zwischen der 51. und 60. Spielminute fünf Tore erzielte, drei davon innerhalb von 3:22 Minuten.
Jacek Janiak (VfL Osnabrück) erzielte am 15. Oktober 1999 gegen Holstein Kiel in der Regionalliga Nord innerhalb von vier Minuten (42., 43. und 45. Minute) alle drei Treffer.
Am 16. Mai 2015 erzielte Sadio Mané vom FC Southampton im Spiel gegen Aston Villa einen Hattrick in 176 Sekunden (Spielminuten 13, 14 und 16) und stellte damit für die Premier League einen neuen Rekord für den schnellsten Hattrick in einem Ligaspiel auf.
Die schnellsten Hattricks im deutschen Frauenfußball, die durch Spielberichte belegt sind, erzielte die Fußballerin Inka Grings. Am 8. Februar 2004 schoss sie im EM-Qualifikationsspiel Portugal gegen Deutschland zwischen der 68. und 72. Spielminute drei Tore in Folge für das deutsche Frauenteam. Insgesamt steuerte sie fünf Tore zum 11:0-Endstand bei. Ebenfalls nur fünf Minuten benötigte sie für ihren Hattrick (31., 33. und 35. Minute) am 27. Februar 2005 im Spiel der Frauen-Bundesliga des SC 07 Bad Neuenahr gegen FCR 2001 Duisburg, das 0:8 endete. Darüber hinaus traf sie noch drei weitere Male.
Als schnellster Hattrick in einem Länderspiel der Männer galten bis zum 13. Juni 2015 zweieinhalb Jahre lang die drei Tore des Australiers Archie Thompson beim 9:0 gegen Guam in der Qualifikation für die Ostasienmeisterschaft 2013, die er am 7. Dezember 2012 laut FIFA in der 59., 63. und 65. Minute erzielte, also innerhalb von sechs Minuten. Laut australischem Verband waren es allerdings neun Minuten. Dann schaffte Robert Lewandowski an jenem 13. Juni 2015 im Qualifikationsspiel für die Europameisterschaft 2016 gegen Georgien einen um 2 Minuten schnelleren Hattrick: 89., 90.+1 und 90.+3 Minute.
Den schnellsten Hattrick in einem Länderspiel der Frauen erzielte die Schweizerin Fabienne Humm beim 10:1 der Schweiz gegen Ecuador in der Vorrunde der Frauen WM 2015 in Vancouver am 12. Juni 2015. Ihre Tore beim ersten WM-Sieg der Schweiz fielen innerhalb von nur fünf Minuten in der 47., 49. und 52. Minute.

## Hockey und Eishockey
Im Hockey und Eishockey zählt ein Hattrick im Allgemeinen, wenn ein Spieler drei Tore in einem einzelnen Spiel erzielt – gelingen drei Tore in Serie, spricht man von einem natural hat-trick. In der NHL gibt es auch den Ausdruck Gordie Howe hat trick (benannt nach dem Eishockeyspieler Gordie Howe), wenn ein Spieler in einem einzigen Spiel ein Tor und einen Assist erzielt und eine große Bankstrafe (5 Minuten) wegen einer Rauferei absitzen muss.
Der Name hat trick hat (zumindest in Nordamerika) im Eishockey eine zusätzliche Bedeutung: Die Fans feiern ein solches Ereignis, indem sie ihre Kopfbedeckungen (sofern vorhanden) auf die Spielfläche werfen.

## Motorsport
Im Motorsport bezeichnet man das Erreichen der Pole-Position, das Fahren der schnellsten Rennrunde und den Sieg im selben Rennen als einen Hattrick, mitunter auch als Triple. In der Formel 1 führt Michael Schumacher diese Wertung an, er schaffte in seiner Karriere 22 Hattricks.
Diverse Datenbanken führen die Statistik auch für Teams, Motoren und Reifen.

## Rugby
In beiden Varianten des Rugby (Rugby Union und Rugby League) erzielt ein Spieler einen Hattrick mit dem Legen von drei oder mehr Versuchen in einem Spiel. Im Rugby Union gibt es außerdem die Möglichkeit, ein full house (einen Versuch, eine Erhöhung, einen Straftritt und ein Dropgoal) in einem Spiel zu erzielen. Legt ein Spieler zwei Versuche, wird dies brace genannt. Wie im Fußball ist es üblich, den Hattrick erzielenden Spieler den Spielball zu überreichen.